# Le Parc (film)
Pour les articles homonymes, voir Le Parc.
Pour plus de détails, voir Fiche technique et Distribution.
Le Parc est un film français réalisé par Damien Manivel, sorti en janvier 2017.

## Fiche technique
- Titre : Le Parc
- Réalisateur : Damien Manivel
- Scénario : Damien Manivel et Isabel Pagliai
- Photographie : Isabel Pagliai
- Son : Jérôme Petit
- Montage : William Laboury
- Production : MLD Films
- Distribution : Shellac
- Pays :  France
- Durée : 72 minutes
- Date de sortie : 
  - 17 mai 2016 : présentation au Festival de Cannes (programmation ACID)
  - 4 janvier 2017 (sortie nationale)

## Distribution
- Naomie Vogt-Roby
- Maxime Bachellerie (Prix d'interprétation Masculine au Festival international du film d'Amiens)
- Sobere Sessouma

## Sélections
- 2016 : Festival international du film de Moscou (hors compétition)
  - Festival de Cannes (programmation ACID)
  - Festival du film de Londres (compétition)
  - Festival international du film de Vienne
  - Festival international du film d'Amiens (compétition)
  - Torino Film Festival (section Onde)